# Голден (Нью-Мексико)
Голден (англ. Golden) — переписна місцевість (CDP) в США, в окрузі Санта-Фе штату Нью-Мексико. Населення — 19 осіб (2020).

## Географія
Голден розташований за координатами 35°15′49″ пн. ш. 106°13′24″ зх. д. / 35.26361° пн. ш. 106.22333° зх. д. (35.263708, -106.223224).  За даними Бюро перепису населення США в 2010 році переписна місцевість мала площу 17,59 км², уся площа — суходіл.

## Демографія
Згідно з переписом 2010 року, у переписній місцевості мешкало 37 осіб у 22 домогосподарствах у складі 12 родин. Густота населення становила 2 особи/км².  Було 33 помешкання (2/км²).
Расовий склад населення:
| - 86,5 % — білих - 2,7 % — вихідців з тихоокеанських островів - 2,7 % — корінних американців - 2,7 % — азіатів - 5,4 % — осіб інших рас |

До двох чи більше рас належало 0,0 %. Частка іспаномовних становила 24,3 % від усіх жителів.
За віковим діапазоном населення розподілялося таким чином: 8,1 % — особи молодші 18 років, 73,0 % — особи у віці 18—64 років, 18,9 % — особи у віці 65 років та старші. Медіана віку мешканця становила 57,3 року. На 100 осіб жіночої статі у переписній місцевості припадало 131,2 чоловіків;  на 100 жінок у віці від 18 років та старших — 161,5 чоловіків також старших 18 років.
Цивільне працевлаштоване населення становило 16 осіб. Основні галузі зайнятості: виробництво — 50,0 %, освіта, охорона здоров'я та соціальна допомога — 50,0 %.